# 마츠다 리사에
마츠다 리사에(일본어: 松田 利冴 まつだ りさえ[*], 1993년 7월 16일 ~ )는 일본의 여성 성우. 아임 엔터프라이즈 소속. 오사카부 출신. 쌍둥이 동생으로 같은 성우지만 소속사가 다른 마츠다 사츠미가 있다.

## 출연 작품

### 극장판 애니메이션
2021년
- 극장판 주술회전 0